# Longview (Washington, Benton megye)
Longview az Amerikai Egyesült Államok északnyugati részén, Washington állam Benton megyéjében elhelyezkedő önkormányzat nélküli település.

## Történet
A település 1904-ig David és America King telepesek nevét viselte. 1906-ban a Spokane, Portland and Seattle Railway építőtábort létesített, amelyet az itt talált nagy mennyiségű kavics miatt Gravelnek kereszteltek. A település neve később többször is megváltozott: 1908-ban Francisre, 1909-ben Tutonra, majd 1911-ben Longview-ra. A Francis név összekeverhető volt Frances település nevével, a Tuton elnevezés pedig Luzon nevével. A helység a Longview nevet a Columbia folyóra nyíló kilátás miatt kapta.
1922 októberében a Cowlitz megyei Longview az összekeverhetőség miatt kérte a névváltoztatást, így a Benton megyei helység először a Barger, később pedig az eredeti King nevet vette fel. A vasútállomást 1951-ben zárták be.

## Fordítás
- Ez a szócikk részben vagy egészben  a   Longview, Benton County, Washington című angol Wikipédia-szócikk ezen változatának fordításán alapul.  Az eredeti cikk szerkesztőit annak laptörténete sorolja fel. Ez a jelzés csupán a megfogalmazás eredetét és a szerzői jogokat jelzi, nem szolgál a cikkben szereplő információk forrásmegjelöléseként.